# O Marquês de Clanricarde
O Marquês de Clanricarde é um pub listado com o Grau II na 36 Southwick Street, Paddington, Londres.

Foi construído em meados do século XIX.